# Skenes körtlar

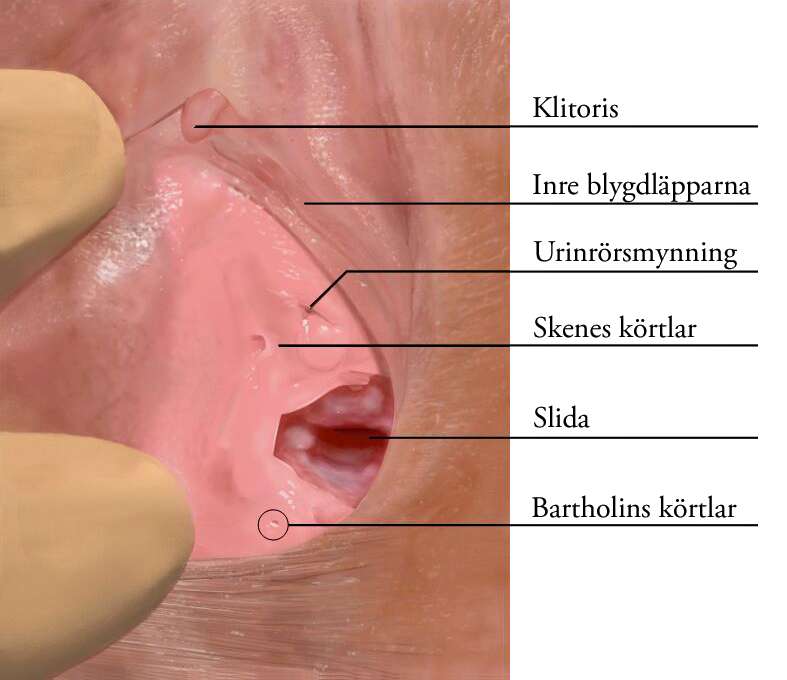
Kvinnans yttre könsorgan. Skenes och bartholins körtlar, med mera.

Skenes körtlar, även kallad den kvinnliga prostatan, är det yttersta av flera parvis liggande körtlar som ligger i vävnaden kring kvinnans urinrör. Körtlarna mynnar i urinröret och är de körtlar som bidrar med vätskan vid kvinnlig ejakulation, kvinnlig utlösning, eftersom de tömmer sig vid sexuell upphetsning, ofta i samband med orgasm. Flera källor  ifrågasätter dock både beteckningen ”kvinnlig prostata” och huruvida körtlarna är inblandade i fontänorgasmer eller inte.
Körtlarna har sitt namn efter den skotske gynekologen Alexander Skene (1837–1900) som beskrev dem i artikeln The anatomy and pathology of two important glands of the female urethra. Den slovakiske patologen Zaviacic menar att prostata är en mer korrekt terminologi för att beskriva strukturen, eftersom den avger prostataspecifikt antigen.